# Carl Silfverhjelm
Carl Silfverhjelm, född 30 juni 1841 i Ulfsby, död 1 februari 1918 i Helsingfors, var en finländsk friherre och generalmajor. 
Han var son till friherre Göran Fredrik Silfverhjelm och Eva Amalia Ascholin. Hans fru var Aina Maria von Frenckell och hans son löjtnant Gustav Silfverhjelm.
År 1863 utexaminerades Silfverhjelm från Finska kadettkåren och började en militär karriär i Ryssland. År 1865 blev han underlöjtnant och 1867 förflyttades han till Finska skarpskyttebataljonen. Han deltog i rysk-turkiska kriget 1877-78. År 1890 blev han överste, och fick avsked 1895 som generalmajor. Han utnämndes till finska krigsverkets byggnadsintendent. 
Silfverhjelm deltog i adelns förhandlingar vid lantdagen 1872, 1877–1878, 1882, 1888 och 1891.
Under finska inbördeskriget dödades han i sin bostad i Helsingfors (Skarpskyttegatan 9). Ensam kämpade han två och en halv timme mot framryckande rödgardister, innan han sköt sig själv med den sista kulan. 
Han begravdes i en enskild grav på Helsingfors gamla kyrkogård.  